# Josiah Bartlett
Josiah Bartlett (2. prosince 1729, Massachusetts – 19. května 1795, New Hampshire) byl americký lékař a státník, delegát kontinentálního kongresu za New Hampshire a signatář Deklarace nezávislosti. Později byl guvernérem státu New Hampshire a vrchní soudce Nejvyššího soudu v New Hampshire.

## Životopis

Znak rodiny Bartlettů

Josiah Bartlett se narodil na 276. Main Street v Amesbury, v provincii Massachusetts Bay jako dítě Stephena a Hannah-Mary (Webster) Bartlett. Jeho otec Stephen byl synem Richarda a Hannah (Emery) Bartletta. Byl jejich pátým dítětem a čtvrtým synem. V 17 letech se naučil latinsky i řecky. Začal také studovat medicínu a současně pracoval v kanceláři Dr. Ordwaye v Amesbury. V 21 letech, v roce 1750 se přestěhoval do Kingstonu v New Hampshire v Rockingham County a začal zde provozovat svou lékařskou praxi. Kingston byl v té době malou osadou s jen několika stovkami rodin a Bartlett byl v kraji jediným lékařem. Koupil si zde půdu a založil farmu.
Dne 15. ledna 1754 se oženil se svou sestřenicí Mary Bartlettovou z Newtonu v New Hampshire. Zůstali spolu až do její smrti 14. července 1789. Josiah a Mary měli tři syny a sedm dcer: Mary (1754), Lois (1756), Miriam (1758), Rhoda (1760), Hannah (která zemřela jako dítě) v roce 1762), Levi (1763), Josiah (1768), Ezra (1770), Sarah (1773) a Hannah (1776, zemřeli jako děti). Všichni tři jeho synové a sedm jeho vnuků se stali také lékaři.

## Politická kariéra
Bartlett se aktivně zapojil do politických záležitostí v Kingstonu a v roce 1765 byl zvolen do Provincial Assembly (zemského shromáždění). V roce 1767 se stal plukovníkem zemské milice a guvernér John Wentworth ho jmenoval smírčím soudcem. Když se revoluce přiblížila, dostal se do opozice s královským guvernérem Johnem Wentworthem. V roce 1774 se Bartlett připojil ke Committee of Correspondence (Korespondenční výbor) a začal spolupracovat s revolučními vůdci dalších 12 kolonií. Později v témž roce jej Wentworth odvolal z funkce smírčího soudce. V té době, kdy byl Josiah členem Provincial Assembly, vyhořel mu dům, údajně byl zapálen opozičními konzervativci. Svou rodinu přestěhoval na farmu a začal s opravami. Když Provincial Assembly jmenovalo Bartletta spolu s advokátem a soudcem Johnem Pickeringem (1737–1805) delegáty kontinentálního kongresu, Bartlett účast odmítl, protože se chtěl věnovat své rodině. Zůstal ale aktivní v záležitostech New Hampshire. Jedno z posledních rozhodnutí guvernéra Wentwortha před tím, než byl v roce 1775 vyhoštěn z New Hampshire, bylo odvolání Bartletta ze všech funkcí, smírčí soudce, plukovník milice a člen zemského shromáždění.
Bartlett byl opět zvolen jako delegát kontinentálního kongresu v roce 1775 a zúčastnil se zasedání i v roce 1776. Na sklonku roku 1775 a na začátku roku 1776 byl ve skututečnosti jediným delegátem Kongresu ve Filadelfii za New Hampshire. Velká část práce Kongresu byla prováděna ve výborech. V těch nejdůležitějších výborech měl každý stát svého zástupce, což znamenalo, že Bartlett pracoval ve všech těchto výborech.
Nakonec, po korespondenci s "Assembly and Committee of Safety" v New Hampshire, se k Bartlettovi ve Filadelfii přidal William Whipple a Matthew Thornton. Když byla v roce 1776 oficiálně projednávána otázka vyhlášení nezávislosti na Velké Británii, jako první byla položena zástupci nejsevernější americké kolonie Bartlettovi. Odpověděl kladně a stal se jedním z delegátů, který podepsal Deklaraci nezávislosti.
V roce 1777 odmítl návrat na Kongres, pociťoval vyčerpání po předcházejících jednáních. Když ale byla nezávislost kolonií ohrožena, využil své lékařské schopnosti a doprovázel Johna Starka do bitvy o Bennington.

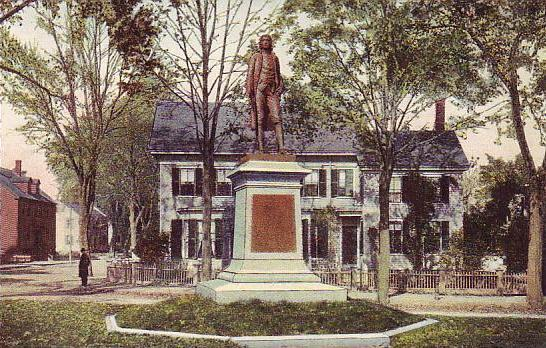
Socha Josiaha Bartletta, Amesbury, Massachusetts

V roce 1778 byl znovu zvolen do Kongresu a působil ve výboru, který vypracovával články "Articles of Confederation", stanovy Konfederace, tedy články první ústavy USA. Po jejich přijetí se opět vrátil do New Hampshire, aby se věnoval osobnímu podnikání. To byla poslední jeho federální služba.

## Další kariéra
V New Hampshire zůstal i po roce 1778, v roce 1779 se vrátil do funkce soudce, a to k soudu "Court of Common Pleass". V roce 1782 byl jmenován soudcem "New Hampshire Supreme Court" (Nejvyššího soudu v New Hampshire), přestože nebyl právníkem.
V roce 1788 byl Bartlett jmenován vrchním soudcem Nejvyššího státního soudu. Téhož roku byl delegátem za New Hampshire do komise jednající o " Constitution of the United States", ústavy USA. Nějaký čas pracoval jako její předseda. Požadoval ratifikaci, která se konala 21. června 1788. Zákonodárci nového státu Nový Hampshire chtěli aby se Josiah stal členem Senátu USA, ale on úřad odmítl. V roce 1790 Bartlett zajistil legislativu pro nově vytvořenou "New Hampshire Medical Society". V letech 1791 a 1792 byl prezidentem nově utvořeného státu New Hampshire. Poté, co v roce 1792 nová americká ústava vstoupila v platnost, pokračoval ve funkci, nyní jako guvernér. V roce 1794, po čtyřech letech z funkce odstoupil kvůli zhoršujícímu se zdraví. Následující rok zemřel.
Během svého funkčního období dohlížel na zavedení nové státní ústavy, na sestavování platných zákonů a stanov a na zajištění včasného splacení státního dluhu. Aktivně podporoval zemědělství a průmysl, výrobu, zlepšování infrastruktury a dohlížel na zahájení projektů na výstavbu kanálů.

## Lékařská kariéra
Bartlett aktivně praktikoval medicínu, léčil 45 let, od doby kdy se učil u jiného lékaře a poté si založil vlastní praxi ve věku 20 let. Kolem roku 1735 došlo v oblasti kolem Kingstonu k epidemii horečnatého onemocnění, která se nazývalo throat distemper. Pro dospělé to byla vážná nemoc a pro děti to bylo často fatální, zejména u dětí velmi malých. Když nemoc zasáhla v roce 1754 znovu, Bartlett experimentoval s terapií používáním několika druhů dostupných drog a empiricky objevil, že "Peruvian Bark" (peruánská kůra) zmírňuje symptomy na dobu dostatečně dlouhou aby umožnila pacientovi uzdravení.
Bartlett založil a byl také prvním prezidentem "New Hampshire Medical Society". V roce 1790, když jeho syn Ezra promoval, dostal Bartlett titul čestný doktor medicíny, a to ve stejný den kdy jeho syn promoval. Ačkoli titul byl zčásti uznáním jeho zásluh za podpis Deklarace nezávislosti a jeho práci ve funkci prezidenta "New Hampshire Medical Society", bylo to do značné míry také uznání jeho lékařské kariéry.

## Odkaz
Bartlett dožil ve svém domě v Kingstonu a zemřel tam 19. května 1795. Příčinou smrti byla paralýza. Je pohřben vedle své manželky Mary na hřbitově Plains, také v Kingstonu. Rodina Josiaha Bartletta stále v tomto domě žije. Dům Josiaha Bartletta byl v roce 1971 vyhlášen národní kulturní památkou.
Na náměstí v Amesbury v Massachusetts stojí jeho bronzová socha. Je portrétován na obraze Johna Trumbulla Deklarace nezávislosti. Měso Bartlett, New Hampshire, severně od Conway, je pojmenováno na jeho počest stejně tak jako základní škola Josiaha Bartletta.